# Fenaquistoscopi

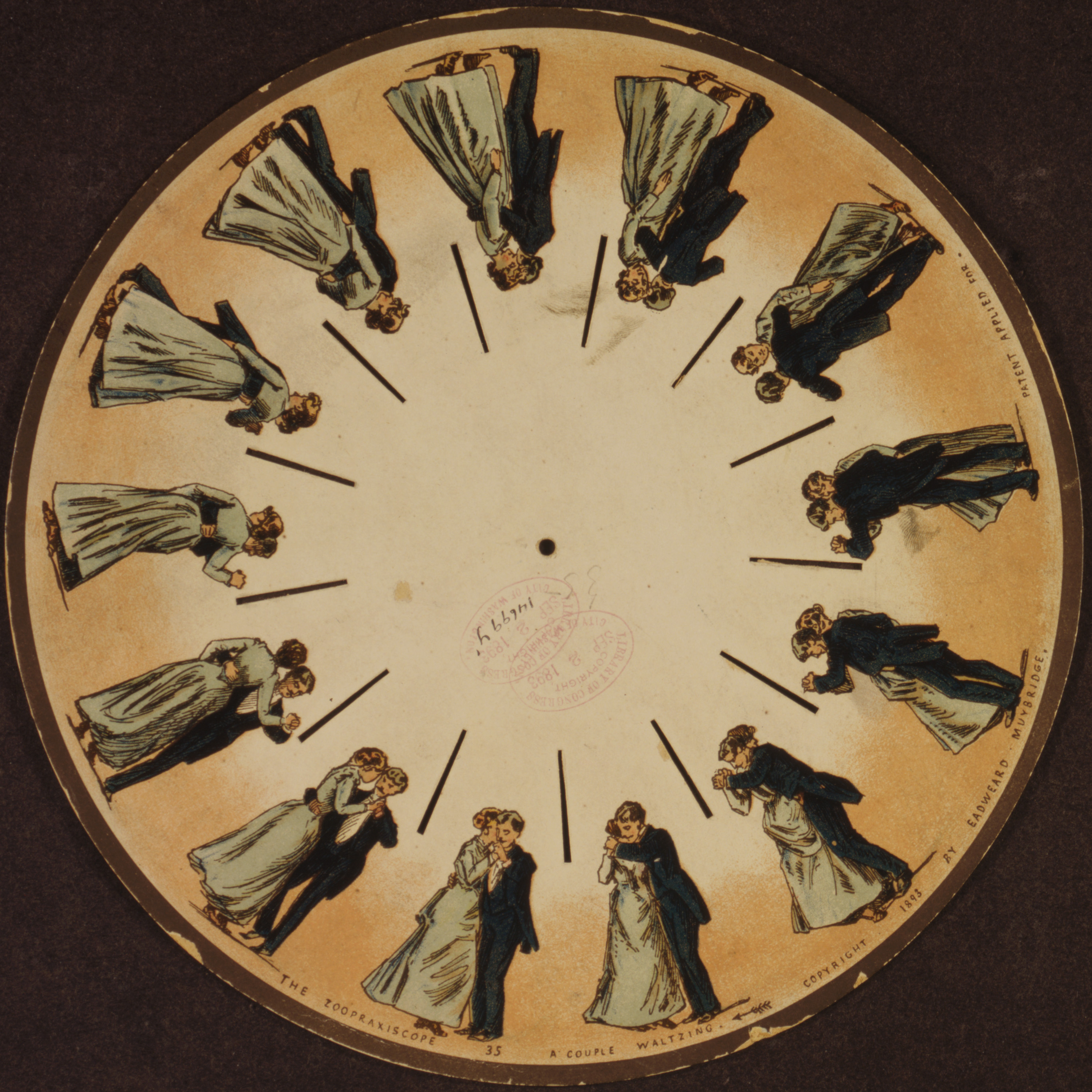
Un disc de fenaquistoscopi del 1893

Simulació del moviment de les imatges reflectides a un mirall

El fenaquistoscopi (del grec phénakistiscos "enganyar" i scopein "examinar, mirar") va ser la primera joguina òptica que permetia reproduir el moviment d'una imatge. Es basava a l'efecte de la persistència de la visió o persistència retinal i va ser inventat simultàniament el 1832 pel físic belga Joseph Plateau i pel matemàtic i inventor austríac Simon von Stampfer.
L'aparell és compost per un disc giratori de cartó, un amb una sèrie d'escletxes o ranures equidistants i una sèrie de dibuixos que descomponen les fases d'un moviment a una de les seves cares. L'espectador es posa davant d'un mirall i col·loca les imatges de cara al mirall de manera que en fer girar el disc i mirar a través d'una ranura s'obté la il·lusió de les imatges en moviment. La separació entre les escletxes fa el paper d'obturador de manera que la imatge retinguda al cervell pot unir-se amb la imatge següent del disc, donant sensació de moviment quan el cartó gira a una velocitat adequada.

## Etimologia i Ortografia
Quan el diari Le Figaro va presentar l'aparell el juny de 1833, ja va explicar que el terme “fenaquistoscopi” venia de les paraules gregues phénakistiscos, que venia del verb “enganyar” o ”decebre”, i de skopein, que significava “examinar” o “mirar”, ja que ops volia dir “ull”. Així que el nom que es va voler donar a la paraula era alguna cosa com “engany de la mirada”, “decepció de l'ull” o “il·lusió òptica”.
L'invent té com a nom real “fenaquisticopi” (phénakisticope), tot i que es va fer conegut amb el nom mal escrit: “Fenaquistoscopi” (phenakistoscope).
El terme fenaquisticopi va ser utilitzat per primera vegada possiblement per la companyia francesa Alphonse Giroux et Compagnie en una sol·licitud per una llicència d'exportació el 29 de maig de 1833, i aquest nom es va utilitzar en els seus jocs de caixes. Un altre editor de París, Junin & Lazard, el va anomenar de la mateixa manera (phénakisticope) però sense l'accent (phenakisticope).
L'inventor Joseph Plateau no li va donar el nom a l'aparell quan es va presentar cap al gener de 1833, però va utilitzar més tard aquell mateix any en un article per referir-se a una altra versió que havia sortit al mercat amb la qual ell no tenia res a veure. En aquell moment, ell tenia una edició del producte al mercat a la qual anomenava “Fantascopi”. Una edició anterior s'havia anomenat “Fantasmascopi”.
El nom de “fenaquistoscopi” possiblement va ser introduït pels litògrafs Forrester & Nichol en col·laboració amb l'òptic Johnn Dunn; ells van utilitzar el títol “El Fenaquistoscopi o el Disc Màgic” en els seus jocs de caixes com a publicitat el setembre de 1833. La paraula “scopi”, que estava escrita malament, es va entendre com que venia de la paraula grega “skopos” que significava “objecte d'atenció”, “observador” o “el que mira”, i que en aquell moment era força utilitzat a l'hora d'anomenar utensilis òptics, com per exemple, el telescopi, el calidoscopi o el bioscopi.
Actualment, l'incorrecte “fenaquistoscopi” sembla que és el més utilitzat.

## Tecnologia
El fenaquistoscopi utilitzava un disc giratori de cartró enganxat verticalment a un mànec. Disposats al voltant del centre del disc hi havia una sèrie d'imatges que mostraven diferents fases d'una animació, i entre cadascun d'aquests hi havia tallada una obertura vertical, amb una distància igual entre elles. L'usuari havia de fer girar el disc davant d'un mirall i mirar a través de les esquerdes en moviment. L'escaneig de les obertures a les imatges reflectides prevenia que es tornessin borroses a l'ull, així l'usuari veuria un seguit de imatges estàtiques que, a causa de la velocitat de la successió, apareixerien com una sola imatge en moviment.
Quan hi ha el mateix nombre d'imatges que d'obertures, les imatges s'animaran en una posició fixa, i no derivaran a través del disc. Menys imatges que obertures, derivaran en la direcció oposada a la qual gira el disc. Més imatges que obertures, derivaran en la mateixa direcció.
Al revés que el zoòtrop i altres successors, el fenaquistoscopi només podia ser utilitzat per una persona cada vegada.
Les imatges de fenaquistoscopi es distorsionen distorsionades quan es gira el disc suficientment ràpid per produir la il·lusió de moviment; apareixen una mica més allargades i lleugerament corbades. Algunes vegades, els animadors les dibuixaven amb la distorsió oposada per compensar. Tot i així, la majoria d'animacions no intentaven donar una representació realista i, a més, la distorsió no era gaire obvia en els dibuixos animats.
La distorsió i el pampallugueig causats per les obertures rotants no es veuen ara en la majoria d'animacions de fenaquistoscopi que trobem online (per exemple l'animació GIF d'aquesta pàgina). Aquests són re-animacions fets amb ordinador i no una rèplica de l'experiència de mirar a través d'un fenaquistoscopi, però poden presentar la feina dels animadors d'una manera optimitzada. Algunes re-animacions modernes amb alguns errors de càlcul també tenen les obertures rotant, cosa que, vistes en un fenaquistoscopi real, es veurien quietes. Això també acaba resultant en que les figures es mouen a través del disc quan s'haurien de quedar quietes.
La majoria dels discs comercialitzats eren impressions litogràfiques pintades a mà, tot i que litografies multicolors i altres tècniques d'impressió eren utilitzades per alguns fabricants.

## Variacions
Hi havia moltes versions del fenaquistoscopi que utilitzaven discs il·lustrats més petits de cartró sense tallar, que s'havien de situar en un disc més gran amb ranures. Una variant comuna tenia el disc il·lustrat en una banda d'un eix de llautó i el disc amb les ranures a l'altre costat; això era lleugerament més pesat però no necessitaves mirall per utilitzar-lo i es deia que produïa imatges més clares.
Fores va oferir un Exhibitor: un mànec per dos discs amb ranures i un tercer disc amb il·lustracions a cada banda entremig dels dos. Aquest model permetia que dos espectadors miressin les animacions a la vegada sense necessitat de mirall.
Un quants discs tenien les vores del cartró amb formes per fer veure que el dibuix de l'animació reptava fins a la vora. Ackermann & Co. van publicar tres d'aquests discs el 1833, incloent-hi un que havia fet l'inventor Joseph Plateau.
Algunes versions afegien un peu de fusta amb una manovella per fer girar el disc.
A partir del 1850 es van produir i vendre molts fenaquistoscopis projectors amb discs de vidre, però no van triomfar gaire.
Es va experimentar amb versions estereoscòpiques del fenaquistoscopi, però tampoc van triomfar.

## Invenció

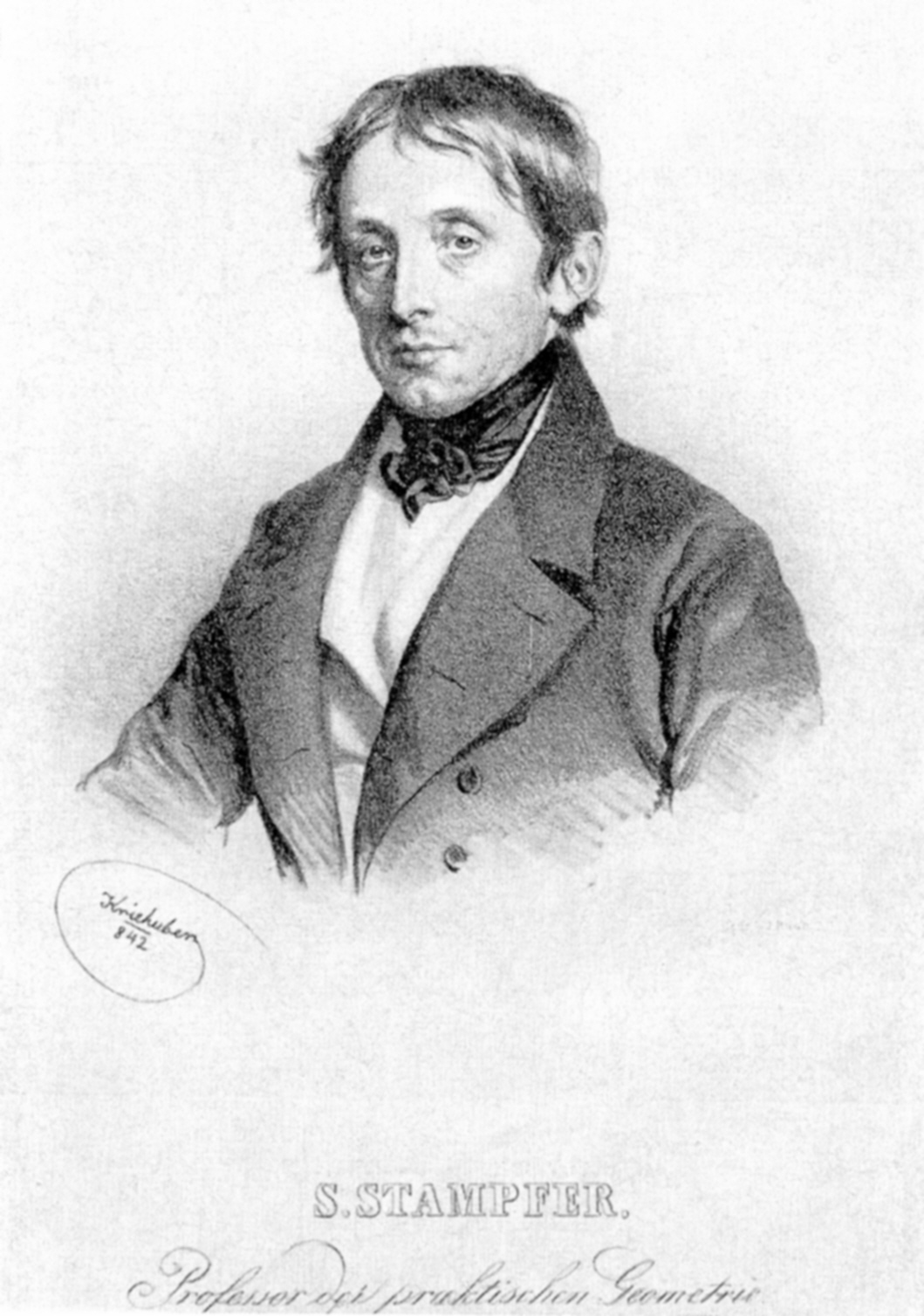
Simon Stampfer, professor austríac

El fenaquistoscopi va ser inventat gairebé simultàniament el novembre o desembre de 1832 pel físic belga Joseph Plateau i pel professor austríac de geometria pràctica Simon Stampfer.
En uns experiments anteriors, Plateau es va adonar que quan miraves des d'una distància curta dues rodes dentades concèntriques que giressin ràpidament en direccions oposades, es produïa la il·lusió òptica d'una roda immòbil. Més tard, va llegir l'article de 1824 Explanation of an optical deception in the appearance of the spokes of a wheel when seen through vertical apertures (Explicació d'una decepció òptica en l'aparença dels radis d'una roda que es vista a través d'obertures verticals) de Peter Mark Roget, que parlava sobre el mateix fenomen. Plateau va decidir investigar més profundament el fenomen i més endavant va publicar els seus resultats el 182 8 i 1830 a Correspondance Mathématique et Physique. A inicis de 1831, Michael Faraday va publicar el seu article On a peculiar Class of Optical Illusions (Sobre un tipus curiós d'il·lusions òptiques) sobre resultats similars. Alguns detalls nous, com mirar al reflex de la roda en un mirall a través de les seves dents, va inspirar Plateau a fer més experiments. Després de diversos intents i moltes dificultats va construir un model de treball del fenaquistoscopi el novembre o desembre de 1832. Plateau va publicar la seva invenció el 21 de gener de 1833 en una carta al Correspondance Mathématique et Physique. L'article es titulava Sur un nouveau genre d'illusions d'optique (Sobre un nou tipus d'il·lusions òptiques) i no mencionava un nom pel seu aparell. Estava il·lustrat amb un plat d'un ballarí fent piruetes pintat només com un contorn, però Plateau suggeria que seria més efectiu quan estigués ombrejat i pintat.

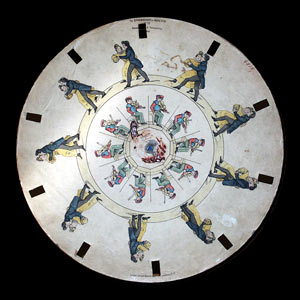
El disc que Stampfer va crear, el Stroboscopischen Scheiben oder optischen Zauberscheiben

Stampfer va llegir sobre els descobriments de Faraday el desembre de 1832 i es va inspirar a fer un experiment similar, que molt d'hora el va portar a la seva invenció que ell va anomenar Stroboscopischen Scheiben oder optischen Zauberscheiben (Discs estroboscopis o discs òptics màgics). Stampfer havia pensat en col·locar la seqüència d'imatges o bé en un disc, en un cilindre (com el zoòtrop, que va venir més tard), o, en el cas d'un gran nombre d'imatges, en una tira llarga de paper o tela estirada en bucle al voltant de dos rodets paral·lels (de la mateixa manera que les cintes de pel·lícula més tard estarien enrotllades). També va suggerir que la major part del disc o del mirall estigués cobert amb una tela o un cartró, d'aquesta manera només es veuria una de les imatges, i pintar un teatret i cortines al voltant de la part tallada. Stampfer també va proposar una versió que tenia un disc amb els dibuixos en una banda i un disc amb obertures a l'altra banda d'un eix, però al final va pensar que fer girar la roda davant del mirall era més fàcil. Cap al febrer de 1833 ell ja havia preparat jocs de caixes de sis discos de doble cara, que molt d'hora van ser publicats per Trentsensky & Vieweg. A Matthias Trentsensky i Stampfer els van concedir una patent austríaca, el Privilegium, pels discs el 7 de maig de 1833.
El Fenaquistoscopi va ser un dels invents que va permetre el sorgiment del cinema tal com el coneixem avui en dia. Va ser inventat el 1829 aproximadament per Antoine Ferdinand Platau. Aquest invent demostrat la teoria de la persistència retinal, sobre la que van continuar estudiant i millorant en els anys posteriors a la seva publicació. Platau descobrirà que el nombre d'imatges que devem veure per segon aconseguir moviment ha de ser major a deu per segon. Finalment, establirà que el nombre d'imatges òptimes ha de ser setze.
El publicista i assessor de doctorat de Plateau, Adolphe Quetelet va reclamar que havia rebut un model de treball per presentar-li a Faraday el novembre de 1832. Plateau va mencionar el 1836 que era difícil dir el moment exacte en què va tenir la idea però que va aconseguir muntar per primera vegada el seu invent amb èxit al desembre. Va manifestar que creia en l'afirmació que Stampfer havia creat la seva versió al mateix temps.
En Peter Mark Roget va reclamar el 1834 que havia construït varis fenaquistoscopis i els havia ensenyat a amics cap a la primavera de 1831, però a conseqüència de ocupacions més serioses no havia arribat a publicar cap informe sobre la seva invenció.

## Lleis neurobiològiques del sistema visual
L'efecte de moviment aparent percebut en la successió d'imatges estàtiques, ha estat errònament associat a la persistència visual, també coneguda com a persistència retinal.
L'1 de juny de 1994, va publicar-se a la revista científica Brain, l'article The neurology of kinetic art, en el qual es descrivia l'art cinètic com un art en què el moviment objectiu juga un paper dominant o en què la percepció del moviment està notablement induïda per una figura estàtica. Se suggereix que tot art visual ha d'obeir les lleis del sistema visual: 
1. Una imatge del món visual no s'imprimeix en la retina, sinó que s'acobla al còrtex visual.
2. Atributs separats de l'escena visual són processats en parts separades del còrtex visual, abans de combinar-se per a donar lloc a una imatge unificada i coherent.
3. Els atributs identificats i processats per separat al còrtex cerebral són els que tenen prioritat en la visió.
4. Aquests atributs principals són: el color, la forma, el moviment (el qual és el primer atribut percebut) i possiblement la profunditat.

Les persones involucrades en l'art cinètic han intentat explotar el moviment, i els artistes estan explorant, sense saber-ho, l'organització del cervell visual.

## Producció Comercial
Els editors Trentsensky & Vieweg probablement van produir la primera edició del Stroboscopische Scheiben del professor Stampfer, poc després que estiguessin acabats el febrer de 1833, però possiblement van esperar fins que el Privilegium fos oficial el 7 de maig de 1833. No estaven preparats per l'èxit immediat: van acabar les existències en quatre setmanes i els van deixar incapacitats d'enviar comandes. Aquests discs segurament tenien forats rodons com ho il·lustrava un article de 1886 i una reconstrucció que William Day va fer, però no es coneix de cap còpia original que encara es conservi. Trentsensky & Vieweg van presentar un nou joc de caixes millorat i expandit de vuit discs de doble cara amb obertures verticals el juliol de 1833. No molt més tard es van començar a publicar edicions angleses com les de James Black i Joseph Myers & Co. Un total de 28 dissenys diferents dels discs han sigut acreditats a Simon Stampfer.
Joseph Plateau mai va patentar la seva invenció i probablement no estava molt interessat en explotar-la, però va dissenyar sis dissenys dels discos per Ackermann & Co. a Londres. Aquests es van presentar el juliol de 1833 com a Fantasmascopi o Fantascopi. Seguidament, Ackermann & Co. van publicar dos jocs de caixes de discs més, un dissenyat per Thomas Talbot Bury i l'altre per Thomas Mann Baynes.
Mentrestant, altres editors es van inspirar amb la primera edició del Stroboscopische Scheiben del professor Stampfer: Alphonse Giroux et Compagnie va demanar una llicència francesa d'importació el 28 de maig de 1833 per Le Phénakisticope, la qual li van concedir el 5 d'agost d'aquell any. Ells ja tenien un primer joc de caixes de 12 discs disponible per abans del final de juny. Abans d'acabar l'any, ja havien llençat al mercat dos jocs de caixes més.
Joh Bal Albert va publicar el Die belebte Wunderscheibe (La roda de la maravella animada) abans del 18 de juny de 1833 a Frankfurt. Aquesta versió tenia un disc sense tallar amb les imatges i un altre disc separat més gran amb forats rodons. El joc de caixes de Die belebte Wunderscheibe de la col·lecció de Dick Balzer mostra diferents discs amb dissenys que són molt semblants als de Stampfer i altres que s'assemblen molt als del primer joc de Giroux. No és clar on es van originar aquests dissenys, excepte els de Stampfer, però molts d'ells es repeteixen en molts discs d'altres editors. És poc probable que totes aquestes còpie es fessin sense cap mena de llicència entre companyies o artistes.
Ambdós Joseph Plateau i Simon Stampfer es van queixar cap al juliol de 1833 que els dissenys que havien vist en els productes de la competència estaven malfets i no volien que se’ls associés amb ells.
El fenaquistoscopi es va tornar molt popular i seguidament hi va haver altres editors publicant discs amb noms varis com:
- Toover-schijf (de A. Van Emden, Amsterdam, agost de 1833)
- McLean's Optical Illusion, o, Magic Panorama (Londres, 1833)
- Fores's Moving Panorama, o, Optical Illusions (Londres, setembre de 1833)
- The Phenakistiscope o Magic Disc (de Forrester & Nichol & John Dunn, setembre de 1833)
- Motoscope of wonderschijf (Amsterdam, setembre de 1833)
- Soffe’s Phantascopic Pantomime, o Magic Illusions (desembre de 1833)
- Le Fantascope (de Dero-Becker, Bèlgica, desembre de 1833)
- Le Phenakisticope (de Junin & Lazard, París, 1833?)
- The Phenakisticope, o Living Picture (per W. Soffe)
- Wallis's Wheel of Wonders (Londres, desembre de 1834)
- The Laughingatus, o Magic Circle (de G.S. Tregear, al voltant de 1835)
- Periphanoscop - oder Optisches Zauber-theater (de R.S. Siebenmann, Arau)
- Optische Zauber-Scheiben (origen desconegut)
- Optische Belustigungen (origen desconegut)
- Das Phorolyt oder die magische Doppelscheibe (de Purkyně & Pornatzki, Breslau, 1841)
- Fantasmascope. Tooneelen in den spiegel (de K. Fuhri, The Hague, 1848)
- Kinesiskop (dissenyat per Purkyně, publicat per Ferdinand Durst, Praga, 1861)
- The Magic Wheel (de J. Bradburn, EUA, 1864)
- L'Ékonoscope dey Pellerin & Cie, França, 1868)
- Pantinoscope (amb Journal des Demoiselles, França, 1868)
- Magic Circle (de G. Ingram, al voltant de 1870)
- Tableaux Animés - Nouveau Phénakistiscope (de Wattilaux, França, al voltant de 1875)
- The Zoopraxiscope (de Muybridge, EUA, 1893)
- Prof. Zimmerman's Ludoscope (de Harbach & Co, Filadèlfia, 1904)

Després de la seva introducció comercial per part de Milton Bradley Company, el zoòtrop (patentat el 1867) de seguida es va convertir en un aparell d'animació més popular i, conseqüentment, menys fenaquistoscopis es produïen.

## Projecció
El primer pla conegut d'un projector Phénakisticope amb un disc transparent va ser realitzat per l'anglès T.W. Naylor el 1843 a la revista Mechanical's Magazine - Volum 38. La seva carta es va il·lustrar amb una vista lateral detallada del dispositiu. Naylor va suggerir traçar les imatges de phenakisticopes disponibles al vidre amb pintura transparent i pintar la resta de color negre. Es desconeix cap més dada sobre Naylor o de la seva màquina.
Franz von Uchatius possiblement llegia sobre la idea de Naylor en revistes tècniques alemanyes o austríaques i va començar a desenvolupar la seva pròpia versió al voltant de 1851. El fabricant d'instruments Wenzel Prokesch va fer un primer model per a ell que només podia projectar imatges de pocs centímetres de diàmetre. Un segon model més exitós de Prokesch va tenir un disc estacionari amb imatges transparents amb una lent separada per a cada imatge centrada en el mateix lloc en una pantalla. Un focus girava ràpidament darrere el disc per projectar les imatges seqüencials una per una en successió. Aquest model va ser demostrat a l'Acadèmia Austríaca de Ciències el 1853. Prokesch va comercialitzar la màquina i la va vendre al mag Ludwig Döbler, qui la va utilitzar en els seus programes que també incloïen altres tècniques de llanterna màgica, com ara la dissolució de punts de vista.
Des de 1853 fins a la dècada de 1890, J. Duboscq va comercialitzar a París diferents models d'una projecció de phénakisticope. Tenia un disc de vidre amb un diàmetre de 34 centímetres per a les imatges i un disc separat amb quatre lents. Els discos giraven a diferents velocitats.
Un "Instrument òptic" va ser patentat als Estats Units el 1869 per O.B. Brown, utilitzant un disc de tipus phenakistiscope amb una tècnica molt propera al cinematògraf posterior; amb moviment de la Creu de Malta; una roda d'estrelles i un pin que s'utilitza per al moviment intermitent, i un obturador de dos sectors.
Thomas Ross va desenvolupar un petit sistema de phénakisticope transparent, anomenat Wheel of life, que s'adaptava a l'interior d'una làmpada de llanterna màgica estàndard. Una primera versió, patentada el 1869, tenia un disc de vidre amb vuit fases d'un moviment i un disc d'obturador de vidre contracortador amb vuit obertures. Els discos representaven patinadors de gel, peixos, escales gegants, ampolles Imp i altres objectes. Una versió millorada tenia 13 imatges i un únic disc d'obturador d'escurabutxaques, i va rebre la patent britànica 2685 el 10 d'octubre de 1871.
Henry Renno Heyl va presentar el seu Phasmatrope el 5 de febrer de 1870 a l'Acadèmia de Música de Filadèlfia. Aquesta llanterna màgica modificada tenia una roda que podia tenir 16 diapositives fotogràfiques i un obturador. La roda es va girar davant de la font de llum mitjançant un mecanisme intermitent per projectar les diapositives successivament (probablement amb una velocitat de 3 fps). El programa va constar de tres temes: All Right (un popular acròbata japonès), Brother Jonathan i una parella de Waltzing. Brother Jonathan es va dirigir a l'audiència amb un actor de veu darrere la pantalla i va professar que "aquest art es convertiria ràpidament en un dels mèrits més grans per a la instrucció i el gaudi". Les fotografies de la parella de Waltzing van sobreviure i consisteixen en quatre trets de ballarins disfressats (Heyl i un companya de ball) que es van repetir quatre vegades a la roda. Es van presentar les imatges. La captura del moviment amb "fotografia instantània" seria establerta per primera vegada per Eadward Muybridge el 1878.
Eadweard Muybridge creà el seu Zoopraxiscopi el 1879 i impartí classes fins al 1894 amb aquest projector per a discs de vidre on s'hi dibuixaven imatges de pintura transparent a partir de les seves plaques cronofotogràfiques.

## Ús científic

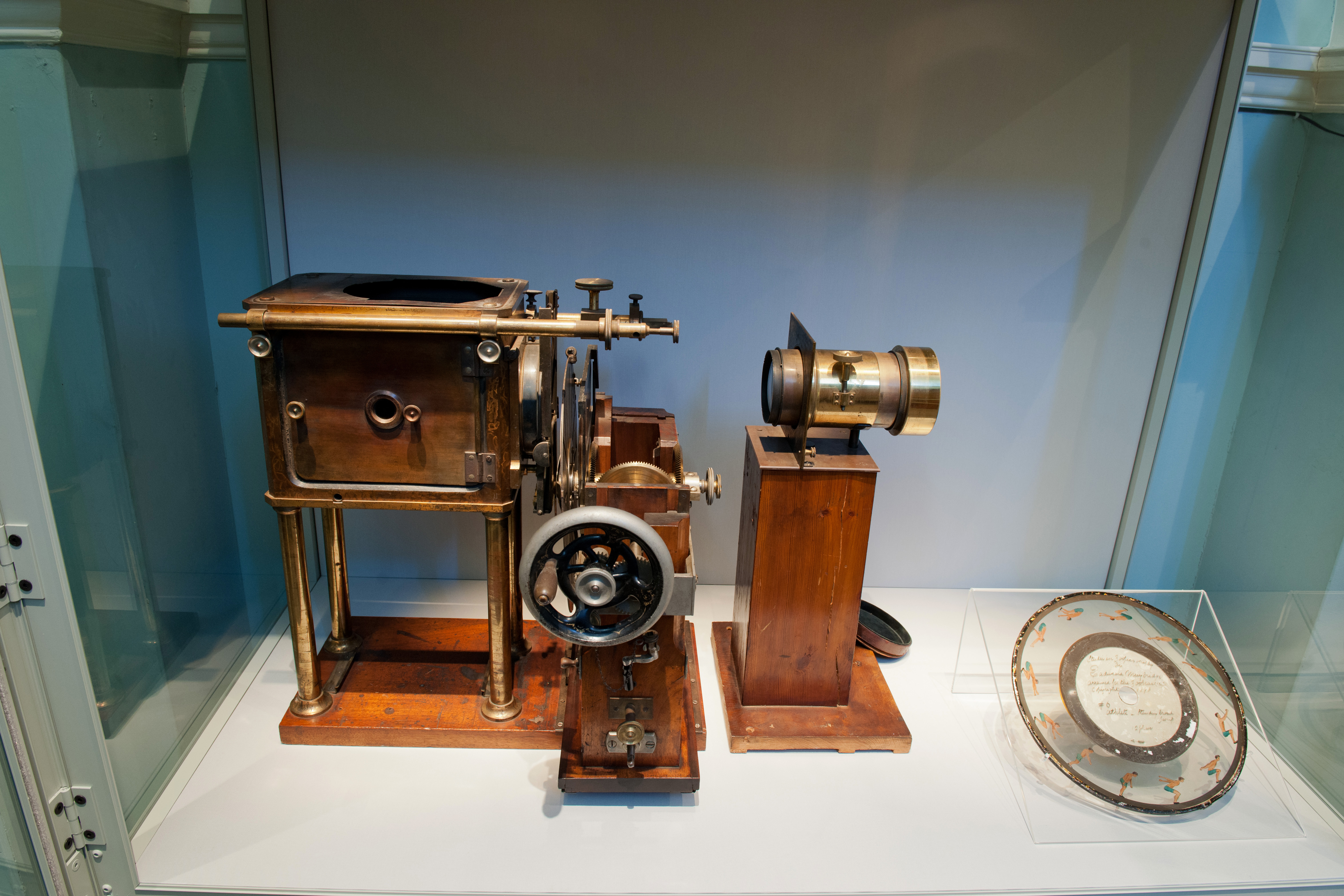
Zoopraxiscopi de Muybridge

El fenaquistoscopi va ser inventat a través de la recerca científica sobre il·lusions òptiques i va ser publicat com a troballa científica, però molt d'hora l'aparell va agafar fama com a nova joguina d'entreteniment. Quan la novetat se'n va anar, va quedar com una joguina per a nens, però encara va trobar d'utilitat com una eina de demostració per alguns científics.
Des del 1837, el psicòleg txec Jan Purkyněused utilitzava una versió seva, anomenada Phorolyt, a conferències. El 1861 un dels temes que va il·lustrar era el batec del cor.
El físic alemany Johann Heinrich Jakob Müll va publicar un grup de 8 discs que il·lustraven el moviment de diverses ones (les ones del so, de l'aire, de l'aigua, etc.) juntament amb J. V. Albert a Frankfurt el 1846.
El famós pioner anglès en els estudis de la fotografia en moviment Eadweard Muybridge va construir un fenaquistoscopi projector pel qual va fer convertir les seves fotografies en imatges en discs de vidre. Els resultats no sempre eren molt científics; sovint editava les seves seqüències fotogràfiques per raons estètiques i pels discs de vidre, a vegades refeia alguna fotografia d'alguna sèrie per crear una nova combinació. Un exemple seria la seqüència de l'home donant tombarelles sobre un toro mentre era perseguit per un gos. Per un dels discos, va triar una representació fotogràfica: la seqüència d'un esquelet de cavall que corria, la qual segurament era probablement massa detallada per ser pintada sobre el vidre. Aquest disc va ser la primera pel·lícula feta amb la tècnica del stop motion. Muybridge va anomenar al seu invent Zoogiroscopi, però al cap de poc ho va canviar per Zoopraxiscopi. El va utilitzar en nombroses conferències sobre locomoció animal i humana entre 1880 i 1895.

## Avui en dia
El Premi Especial Honorari Joseph Plateau, una rèplica del fenaquistoscopi original de l'inventor es dona cada any en el Festival Internacional de Cinema de Flanders a un convidat especial els èxits del qual li hagin permès guanyar-se un espai distingit i especial dins de la història internacional de la realització de pel·lícules.